# Körner (Werkzeug)

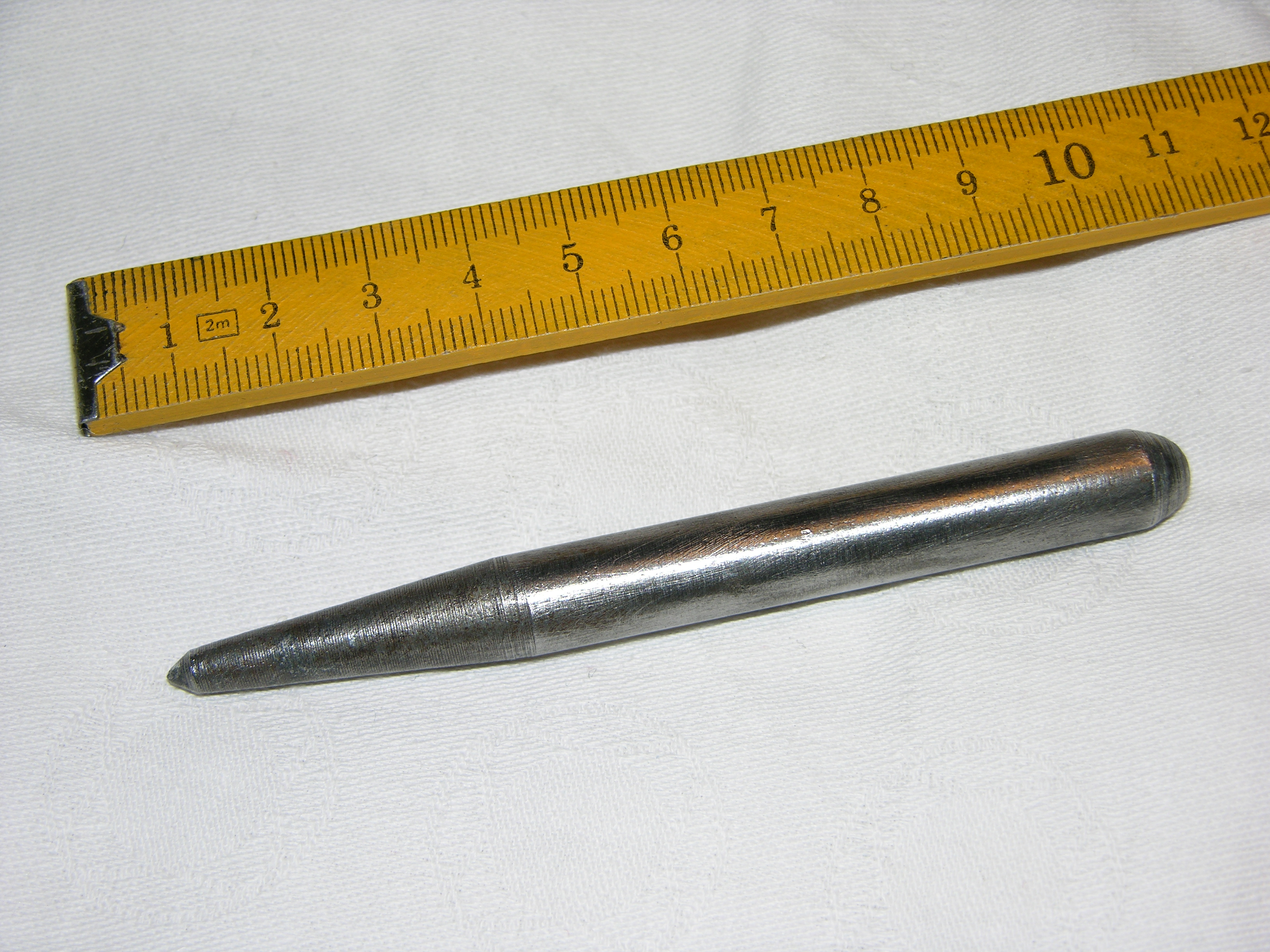
Körner

Ein Körner ist ein Eindrückwerkzeug mit einer stählernen kegelförmigen Spitze, welches zum Körnen eingesetzt wird. Er besteht aus vergütetem Werkzeugstahl, hat eine gehärtete Spitze und einen Schaft. In der Regel hat die Spitze einen Winkel von 60° oder 90°.

## Anwendung

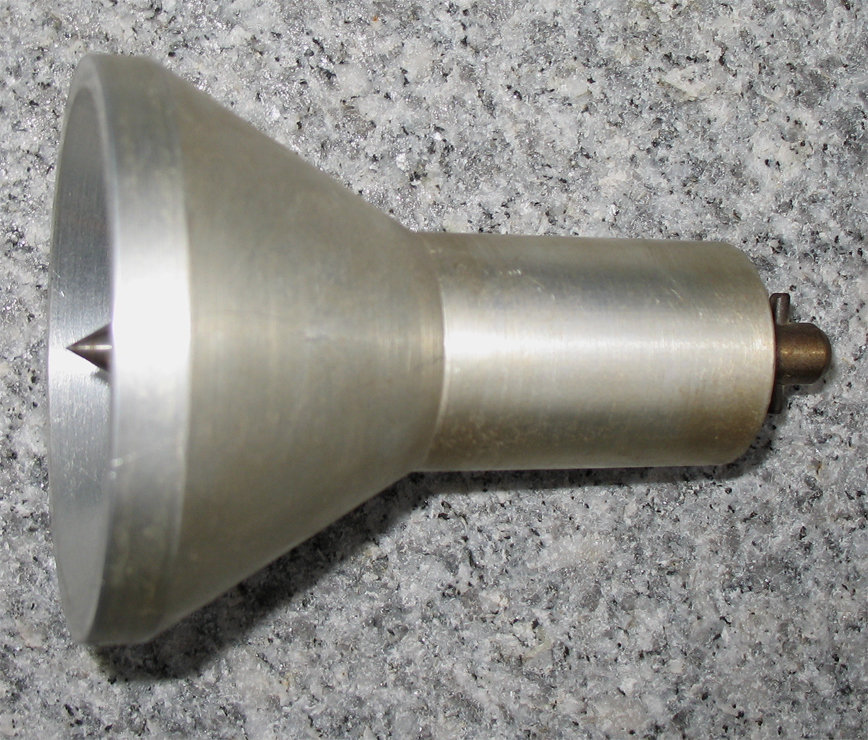
Zentrierglocke aus Aluminium

Beim Vorkörnen oder Ankörnen wird die Spitze des Körners durch einen leichten Hammerschlag in das Werkstück getrieben. Dabei entsteht eine kleine Vertiefung in Form eines Kegels, die als Körnung bezeichnet wird. Falls eine tiefere Körnung benötigt wird, kann ein Körner mit einer Spitze von 60° nachträglich angewandt werden. Die Genauigkeit beim Körnen hängt von der Genauigkeit beim Anreißen und der Geschicklichkeit und dem Können des Ausführenden ab.
Bei Holzkonstruktionen dient der Körner als Werkzeug um Schrauben punktgenau und einfach eindrehen zu können.
Eine Sonderform des Körners bildet die Zentrierglocke. Der Körner wird hier in der Achsverlängerung eines durchbohrten Hohlkegels geführt, in dessen Inneres er hineinragt. So wird ermöglicht, die glatten Stirnseiten zylindrischer Werkstücke ohne vorheriges Anreißen exakt mittig anzukörnen, da sich die Glocke durch ihre Kegelform selbst zentriert.

## Bohrungsvorbereitung
Meistens dient die Körnung dazu, einem Bohrer die erste Führung an einer festgelegten Position zu geben. Ohne Körnung neigt der Bohrer beim Anbohren des Werkstücks zum Verlaufen, dem unkontrollierten Gleiten über die Oberfläche, so dass keine maßhaltige Bohrposition möglich ist. Beim rein maschinellen Bohren, z. B. mit NC-gesteuerten Werkzeugmaschinen, wird statt eines Körners ein Zentrierbohrer oder ein NC-Anbohrer für diese Aufgabe verwendet.

## Konturmarkierung
Neben der Bohrungsvorbereitung werden Körnungen auch als Genauigkeitspunkte zum Beispiel auf Blechen verwendet, um eine widerstandsfähige und präzise Orientierungshilfe für folgende Arbeitsgänge zu bieten. Hier kann auch ein Doppelspitzenkörner eingesetzt werden, um bei langen Konturen die Arbeit effektiver zu machen. Der Abstand der an einem Schaft befindlichen zwei Spitzen richtet sich nach der Feinheit/Grobheit der Anrissarbeit. Diese Anwendung ist heutzutage selten geworden, weil sich zur Erstellung von Konturen eher NC-gesteuerte Werkzeugmaschinen anbieten.